# Salón de mayo
El Salón de mayo (1956-1969), conocido en plural como Salones de mayo, fue un certamen anual creado por la Asociación de Artistas Actuales, con el objetivo de contribuir a romper con la situación de marginalidad que sufrían las tendencias post-impresionistas en Barcelona y Cataluña en la década de los 1950 y 1960 y, complementariamente, para encontrar en el sector privado el apoyo económico a sus actividades profesionales, dada las pocas facilidades que recibían de las instituciones oficiales.
Impulsado por la junta directiva de la Asociación de Artistas Actuales que presidía Alexandre Cirici, a semejanza del salón organizado por la parisina Société des Artistes Indépendants, fue un célebre punto de encuentro de artistas, crítico y público, que reunió en sus trece ediciones más de 900 artistas de Cataluña y también de ámbito internacional, y se considera una acción precedente de lo que se convertiría en el Museo de Arte Contemporáneo de Barcelona.
Tuvo sede en la antigua capilla del Hospital de la Santa Cruz y San Pablo de Barcelona y también, en sus últimas ediciones, el Parque de la Ciudadela de Barcelona. Presidieron el Salón de mayo Emili Bosch Roger (1957), Ramon Rogent i Perés (1958), Antoni Cumella (1959), y Santiago Surós Horno (1960-1969).